# Louis Gros
Louis Prosper Gros (ur. 24 lipca 1893, zm. 3 marca 1973) – francuski as myśliwski z czasów I wojny światowej. Osiągnął 9 zwycięstw powietrznych. Należał do grona asów posiadających honorowy tytuł Balloon Buster.

## Życiorys
Louis Gros urodził się w Paryżu. Do armii francuskiej wstąpił w marcu 1913 roku. Służył w 43 pułku artylerii. 25 stycznia 1916 roku został przeniesiony do lotnictwa i w maju uzyskał licencję pilota. Pierwszym przydziałem liniowym była eskadra HF 41. 13 kwietnia 1917 roku odniósł swoje pierwsze i jedyne w tej eskadrze zwycięstwo powietrzne. Po przejściu dodatkowego szkolenia na samolotach jednomiejscowych 1 stycznia 1918 roku został przydzielony do  eskadry myśliwskiej SPA 154. W nowej jednostce odniósł 8 zwycięstw powietrznych, w tym 5 nad balonami obserwacyjnymi.
15 września 1918 roku został ciężko ranny w walce i nie powrócił do służby do końca wojny. Po wojnie ożenił się z Eugénie Henriette Lemaitre. Pracował jako mechanik. Zmarł w 1973 roku we Fronton, Haute-Garonne, Midi-Pyrénées.

## Odznaczenia
- Legia Honorowa;
- Médaille militaire;
- Krzyż Wojenny (Francja)[1] .